# Андреевка (городской округ Славгород)
Андреевка — село в Алтайском крае России. Входит в городской округ город Славгород.

## География
Расположен на северо-западе края в центральной части Кулундинской равнины, у балки (реки с временной руслом), разделяющей село от соседней Максимовки.
Климат
резко континентальный. Средняя температура января −18,9 °C, июля +20,8 °C. Количество атмосферных осадков — 250—290 мм.

## История
Основано в 1909 году, также как и близлежащая Максимовка.
В 1928 году посёлок Андреевка состоял из 85 хозяйств; в административном плане находился в составе Максимовского сельсовета Славгородского района Славгородского округа Сибирского края.

## Население
| 1997 | 1998 | 1999 | 2000 | 2001 | 2002 | 2003 | 2004 | 2005 |
| ---- | ---- | ---- | ---- | ---- | ---- | ---- | ---- | ---- |
| 188  | ↘184 | ↘183 | ↗188 | ↘178 | ↘163 | ↘162 | ↘161 | ↘151 |
| 2006 | 2007 | 2008 | 2009 | 2010 | 2011 | 2012 | 2013 |      |
| ↘133 | ↗140 | ↘123 | ↘104 | ↘96  | →96  | ↘91  | ↘87  |      |

Гендерный состав
В 1928 году проживало 464 человека, из них 236 мужчин и 228 женщин.
Национальный состав
В 1928 году основное население — украинцы.
Согласно результатам переписи 2002 года, в национальной структуре населения русские составляли 58 % от 163 чел.

## Инфраструктура
Социальные услуги жители получают в ближайших населённых пунктах. В соседней Максимовке действует филиал МБОУ Славгородская СОШ «Максимовская основная общеобразовательная школа», отделение почтовой связи 658849.

## Транспорт
Село доступно автомобильным транспортом. С соседней Максимовкой связано двумя переходами через балку.
Просёлочные дороги выходят на автодорогу регионального значения «Крутиха — Панкрушиха — Хабары — Славгород — граница с Республикой Казахстан» (идентификационный номер 01 ОП РЗ 01К-08).